# Joerg Adae
Joerg Adae (* 1943 in Stuttgart) ist ein deutscher Schauspieler und Hörspielsprecher.

## Leben
In Frankfurt am Main machte Joerg Adae eine Ausbildung zum Buchhändler. 1966 ging er für einige Jahre zu Studienzwecken nach Kanada, wo er nebenbei Schauspielunterricht nahm und erste Rollen an Theatern in Montreal spielte. Anfang der 1970er-Jahre kehrte er nach Deutschland zurück und hatte bis 1977 Anstellungen am Theater Osnabrück und dem Stadttheater Ingolstadt. Seitdem arbeitet Adae freiberuflich und spielte an verschiedenen Bühnen in Deutschland und der Schweiz. Seit 1985 gastiert er regelmäßig an den Schauspielbühnen Stuttgart und gehört derzeit dem Theater der Altstadt an.
Auf Stuttgarter Bühnen war Adae unter anderem als Amias Paulet in Maria Stuart von Friedrich Schiller zu sehen, in den Titelrollen von Arthur Millers Tod eines Handlungsreisenden und Gotthold Ephraim Lessings Nathan der Weise sowie in verschiedenen schwäbischen Mundartstücken.
Neben einigen Rollen vor der Kamera ist Adae auch ein Hörspielsprecher und wirkt seit Mitte der 1980er-Jahre in zahlreichen Sendungen des Südwestrundfunks mit, häufig in schwäbischer Mundart. Daneben arbeitet er in der Synchronisation und der Werbung und wirkt bei Hörbuchproduktionen mit.

## Filmografie
- 1986: Anderland – Nur auf Probe
- 1988: Ödipussi
- 1988: Die Schwarzwaldklinik – Der kranke Professor
- 1990: Hotel Paradies – Ein Haus für die Zukunft
- 1994: Polizeiruf 110: Samstags, wenn Krieg ist (Fernsehreihe)
- 1997: Tatort: Bienzle und der tiefe Sturz (Fernsehreihe)
- 2004: Das unbezähmbare Herz
- 2004: Ich werde immer bei euch sein
- 2005: Tatort: Bienzle und der Feuerteufel
- 2005: Ein Geschenk des Himmels
- 2008: Ein Fall für B.A.R.Z. – Adel verpflichtet
- 2013: SOKO Stuttgart – Verschlusssache
- 2015: Verfehlung

## Hörspiele (Auswahl)
- 1986: Kalbfleisch schwäbisch – Autorin: Lydia Tews – Regie: Helga Siegle
- 1990: Goldgrund, Abgrund – Autorin: Linde von Keyserlingk – Regie: Hartmut Kirste
- 1993: Das Käppele oder Die drei Wunder im Ratzenmoos – Autor: Joseph Hasenbühler – Regie: Thomas Vogel
- 1993: Wohnungssuche – Autorin: Stefanie Stroebele – Regie: Karin Fischer
- 1994: Mein Opa ist im Himmel – Autor: Michael Heinsohn – Regie: Thomas Vogel
- 1995: Dorothee räumt auf – Autor: Felix Huby – Regie: Thomas Vogel
- 1996: Jetzt langt mr's endgültig – Autor: Peter Jochen Kemmer – Regie: Thomas Vogel
- 1998: Ringkampf – Autorin: Stefanie Stroebele – Regie: Luise Besserer
- 1999: Das Richtfest – Autor: Géza Czopf – Regie: Ulrich Mihr
- 2000: Bergmann veredelt – Autor: Daniel Oliver Bachmann – Regie: Günter Maurer
- 2002: D'Himmelswand – Autor: Erwin Seßler – Regie: Günter Maurer
- 2003: Der Schuss von der Kanzel – Autor: Conrad Ferdinand  Meyer – Regie: Susanne Hinkelbein
- 2003: A Kloed fürs Grab – Autorin: Christina Sufka – Regie: Günter Maurer
- 2005: Henterm Mond – Autorin: Andrea Noll – Regie: Günter Maurer
- 2006: Ein kühler Grill – Autor: Egon Gramer – Regie: Günter Maurer
- 2009: Distelhäupter – Autorin: Andrea Noll – Regie: Günter Maurer
- 2012: Flaschebier ond Kaviar – Autor: Felix Huby – Regie: Günter Maurer
- 2014: Letztes Heimspiel – Autorin: Mona Frick – Regie: Günter Maurer
- 2015: Tinnitus – Autor: Hugo Rendler – Regie: Günter Maurer